# Hyperdimension Neptunia
Hyperdimension Neptunia (超次元ゲイム ネプテューヌ Chōjigen Geimu Neputyūnu?) es un videojuego de rol desarrollado por Idea Factory y publicado por Compile Heart en Japón, NIS America en Norteamérica y Koei Tecmo en Europa. Fue lanzado en 2010 exclusivamente para PlayStation 3. Es la primera entrega de la franquicia Hyperdimension Neptunia y su historia es una interpretación de la guerra de consolas de séptima generación entre las tres principales consolas de videojuegos domésticas: PlayStation 3, Xbox 360 y Wii.
El videojuego recibió reseñas positivas en Japón, mientras que la recepción fue más negativa en otros lugares; fue seguido por Hyperdimension Neptunia mk2 (2011). Una nueva versión titulada Hyperdimension Neptunia Re;Birth1 fue lanzada para PlayStation Vita en 2013 en Japón, y en 2014 en Occidente, mientras que la versión de Microsoft Windows fue lanzada en 2015 siendo distribuida a través de Steam. Otra nueva versión, llamada Neptunia ReVerse, fue lanzada para PlayStation 5 en 2020 en Japón y 2021 en Occidente, agregando nuevas características como el modo Arrange que permite usar todos los personajes jugables desde el principio.

## Personajes

### Diosas
Las Diosas son las representantes y protectoras de los planetas en los que habitan. Su deber es cuidar dichos planetas y evitar que le sucedan cosas a sus habitantes.
Neptune (Purple Heart)
Voz por: Rie Tanaka
Es la protagonista principal del juego, y Diosa del planeta Planeptune (Planeta que representa a la Sega Neptune). Es muy infantil y posee mucha energía, sin embargo, puede llegar a ser molesta por momentos. Al transformarse, se convierte en otro personaje mucho más serio y maduro. Dentro de las mazmorras puede usar la habilidad Hammer Crush, que le permite destruir obstáculos dentro de la misma.
Noire (Black Heart)
Voz por: Asami Imai
Es la Diosa de Lastation (planeta que representa a la PlayStation 3). Noire es una persona muy egoísta que solo piensa en sí misma, aunque no por esto deja de ser una persona con buen sentido de la justicia. Al principio se lleva muy mal con Neptune, aunque con el tiempo pasa a entenderla.
Vert (Green Heart)
Voz por: Rina Satō
Es la Diosa de Leanbox (planeta que representa a la Xbox 360). Vert es muy inteligente, pero debido a su pereza y a su afán por los juegos de MMORPG, descuida su planeta de la invasión de monstruos por parte de Arfoire.
Blanc (White Heart)
Voz por: Kana Asumi
Es la Diosa de Lowee (planeta que representa a la Wii). Blanc es una ávida lectora, posee un carácter fuerte debido a que está siempre gritando y se enfada fácilmente. Tiene los pechos planos y esto provoca inseguridad en ella.

### Aliadas
Compa
Voz por: Kanako Sakai
Una enfermera que atiende en una escuela. Es el primer personaje en unirse a Neptune después de que esta haya caído enfrente de su casa. Es un poco tímida.
IF
Voz por: Kana Ueda
Una hereje que conoce a Neptune cuando ambas combatían monstruos en las cavernas. Al principio no le interesaba formar un grupo con Neptune y Compa, pero con el paso del tiempo se une a ellas. Es un poco violenta y cree que lo más importante siempre debe hacerse primero.
Histoire
Voz por: Mika Kanai
Una pequeña hada mágica que aparece cuando Neptune rompe su sello después de encontrar los cuatro Key Fragments. Hasta el momento en que es liberada, solamente podía hablarle a Neptune a través de su mente. Es, también, el personaje que asiste en el tutorial. Neptune la llama amistosamente "Histy".
Nisa
Voz por: Kaori Mizuhashi
Una chica que se proclama a sí misma como una heroína de la justicia. Solamente puede unirse obteníendola a través de un ticket en PlayStation Network. Es muy poderosa y se enfada fácilmente si su pequeños pechos son objeto de burla.
Gust
Voz por: Natsuko Kuwatani
Una pequeña niña alquimista, que puede crear objetos a partir de ingredientes extraños. Luego los vende a la gente, o los usa para ayudar a sus compañeras después de unirse a Neptune, a quién conoce cuando Compa le preparaba una medicina. Al igual que Nisa, solamente se puede unir obteniéndola a través de ticket en PlayStation Network.
5PB
Voz por: Nao
Una famosa idol en el mundo de Gamindustri que trabaja en la radio y canta en su tiempo libre. Sabe tocar la guitarra y es muy tímida. Se puede desbloquear obteniéndola a través de PlayStation Network.
Red
Voz por: Kanae Itō
No aparece a menos que sea obtenida en PlayStation Network. Es una pequeña chica huérfana, de apariencia china, que desea un harem de chicas.

### Antagonista
Arfoire
Voz por: Chiaki Takahashi
Es la antagonista principal. Su nombre proviene de R4, marca de un cartucho de Nintendo DS diseñada principalmente para emular ROM de dicha consola.

## Anime
El 12 de julio de 2013 se estrenó en la televisión japonesa el anime, conocido como Choujigen Game Neptune: The Animation. La produjo la compañía David Production y fue dirigida por Masahiro Murai y fue emitida en diversas cadenas japonesas. Además, la compañía Funimation, contrajo las licencias necesarias para retransmitirla por streaming en Norteamérica con audio japonés y subtítulos en inglés.
El tema de apertura se llama Dimension Tripper!!! interpretado por Nao. El tema de cierre se llama Neptune☆Sagashite (ネプテューヌ☆サガして) y es cantado por Afilia Saga. El segundo tema de cierre que se mostró en los capítulos 3 y 4 se llama "Go→Love&Peace" y es cantado por Ayane. El anime terminó el 27 de septiembre cerrando con un total de 12 episodios y dos Ova.